# Masia a Puig Oriol 2
La Masia a Puig Oriol 2 és una obra de Castellterçol (Moianès) inclosa a l'Inventari del Patrimoni Arquitectònic de Catalunya.

## Descripció
Es tracta d'una masia de planta i pis d'aspecte rústec que té forma de "L". Ha estat construïda en diferents etapes amb l'addició successiva de cossos. El més petit de tots encara conserva el 90% de la teulada. Les reduïdes dimensions i l'estructuració interior de l'edifici li confereixen una gràcia especial i peculiar en aquest tipus de masies. De les dues façanes principals, que formen un angle de 90°, en destaca el següent: dues portes i quatre finestres amb emmarcaments de pedra del país en molt bon estat de conservació. Les tres finestres superiors tenen l'ampit de pedra motllurat. Es conserva la part superior de la xemeneia i el senyal de la paret de la forma original de la campana de la llar de foc.

## Història
Pel tipus de parament i estructura, aquest edifici es pot datar a inicis o mitjans del segle xviii.